# Виктор Дейвис Хенсън
Виктор Дейвис Хенсън (на английски: Victor Davis Hanson) (роден 1953 във Фаулър, Калифорния) е американски консервативен военен историк, колумнист, политически есеист, професор по класическа филология, добре известен изследовател на войните през Античността, а също така и коментатор на съвременните войни. Той е също фермер (отглеждащ стафиди) и специалист по обществените тенденции във фермерството и агрономията.